# Liste der Naturdenkmale in Mehren (Westerwald)
Die Liste der Naturdenkmale in Mehren nennt die im Gemeindegebiet von Mehren ausgewiesenen Naturdenkmale (Stand 15. Februar 2024).

## Naturdenkmale
| Nr.         | Bezeichnung                                   | Lage                                           | Beschreibung     | Bild                                    |
| ----------- | --------------------------------------------- | ---------------------------------------------- | ---------------- | --------------------------------------- |
| ND-7132-425 | Hainbuchen-Torbogen auf dem Grundstück Müller | Seifen, Adorf-Seifener-Straße, bei Nr. 15 Lage | Carpinus betulus | Direkt Bild zu diesem Denkmal hochladen |